# Monnerville
Monnerville  [monɛʁvil] je francouzská obec v departementu Essonne v regionu Île-de-France.

## Poloha
Obec Monnerville se nachází asi 61 km jihozápadně od Paříže. Obklopují ji obce Chalou-Moulineux na severu, Guillerval na severovýchodě a na východě, Méréville na jihovýchodě, Angerville na jihu a na jihozápadě a Pussay na západě a severozápadě.